# Express Elixir
Express Elixir – system rozliczeń płatności natychmiastowych w złotych, opracowany i wdrożony przez KIR w 2012 r. Umożliwia realizację przelewu pomiędzy rachunkami prowadzonymi w różnych bankach, będących uczestnikami systemu, w czasie liczonym w sekundach, w trybie 24 godz./ dobę i 7 dni w tygodniu. Środki do rozliczania płatności w systemie Express Elixir utrzymywane są na rachunku powierniczym prowadzonym na potrzeby tego systemu przez Narodowy Bank Polski, który cyklicznie prezentuje statystyki systemu. Tabela dostępności Express Elixir jest opublikowana na stronie internetowej systemu.

## Opłaty
Za przelew ekspresowy pobiera się dodatkową opłatę. Nie jest to jednak obligatoryjne. To konkretny bank decyduje, czy pobiera opłatę i jaka jest jej wysokość.